# Ivyann Schwan
Ivyann Schwan (13 de noviembre de 1983) es una actriz y cantante estadounidense que protagonizó las películas Parenthood (1989) y Problem Child 2 (1991). También actuó en el programa educativo Bill Nye the Science Guy. Ivyann ha aparecido en producciones como The Jenny Jones Show, TV's Entertainment Tonight y Live with Regis & Kathie Lee. Actuó en las obras de teatro Miracle on 34th street y The Sound of Music. En la actualidad es modelo de comerciales para empresas multinacionales como J.C. Penney y Kellogg's. Un momento destacado en su carrera como cantante fue la invitación a cantar el Himno Nacional de los Estados Unidos en un juego de local del equipo de baloncesto Seattle SuperSonics. Ivyann publicó su primer álbum, Daisies, en el año 2000.